# Висоцький Владислав Казимирович
Владислав Висоцький  (пол. Władysław Wysocki, нар. 24 квітня 1908 — 12 жовтня 1943) — офіцер Війська Польського, Герой Радянського Союзу (1943, посмертно).

## Життєпис
Народився в 1908 році в м. Більськ-Підляський (на той час Гродненська губернія Російської імперії). Поляк. Закінчив гімназію в Бельську та навчався у кадетській школі та зрештою став офіцером Збройних сил Польщі.
З 1936 року служив у польському 77-у піхотному полку в Ліді.
Під час вересневої кампанії воював в рядах свого полку. Після закінчення безнадійних боїв повернувся в Більська. І у грудні 1939 року вже був заарештований радянською владою і поміщений в табір для інтернованих.
У 1943 році він залучений до 1-ї піхотної дивізії імені Тадеуша Костюшко, формування що буцімто сформовано під командуванням польського генерала Зигмунта Берлінга, що одразу після німецько-радянського розділу Польщі активно співпрацював з радянською владою.
12 жовтня 1943, у ході битви під Леніно, командир 3-го батальйону (1-й піхотний полк) капітан Владислав Висоцький зі своїми бійцями успішно захопив укріплену лінію оборони гітлерівців, але загинув під час наступної штикової атаки.

## Нагороди та вшанування пам'яті
11 листопада 1943 року за зразкове виконання бойових завдань командування на фронті боротьби з німецько-фашистським загарбниками і проявлені при цьому мужність і героїзм громадянинові Польщі, капітану Висоцькому Владиславу Казимирович посмертно присвоєно звання Героя Радянського Союзу.
В знак визнання мужності і хоробрості також був посмертно нагороджений Срібним хрестом ордена «Virtuti Militari» (польськ. «Військової доблесті»).
Капітан Владислав Висоцький є покровителем початкової школи № 2 в м.Більськ-Підляський. Вулиця, де розташована школа, також носить його ім'я.